# (32575) 2001 QY78
(32575) 2001 QY78 est un astéroïde de la ceinture principale aréocroiseur découvert en 2001.

## Description
(32575) 2001 QY78 a été découvert le 16 août 2001 à l'observatoire Magdalena Ridge, situé dans le comté de Socorro, au Nouveau-Mexique (États-Unis), par le projet Lincoln Near-Earth Asteroid Research (LINEAR).

### Caractéristiques orbitales
L'orbite de cet astéroïde est caractérisée par un demi-grand axe de 2,22 ua, un périhélie de 1,48 ua, une excentricité de 0,34 et une inclinaison de 2,23° par rapport à l'écliptique. Du fait de ces caractéristiques, à savoir un demi-grand axe inférieur à 3,2 ua et un périhélie compris entre 1,3 et 1,666 ua, il croise l'orbite de Mars et est classé, selon la JPL Small-Body Database, comme astéroïde aréocroiseur (aréo venant de Arès).

### Caractéristiques physiques
(32575) 2001 QY78 a une magnitude absolue (H) de 15,2 et un albédo estimé à 0,375.